# 스포츠 목록
다음은 스포츠의 목록이다. 

## 육상 경기 종목
- 마라톤 · 경보
- 멀리뛰기
- 높이뛰기
- 장대높이뛰기
- 창던지기
- 원반던지기
- 포환던지기
- 십종 경기 · 칠종 경기

## 구기 종목
- 축구
- 농구
- 배구
- 핸드볼
- 야구
- 필드하키
- 럭비
- 미식축구
- 당구
- 골프
- 크리켓
- 보치아
- 세팍타크로
- 티볼
- 족구
- 게이트볼
- 수구
- 피구
- 킨볼
- 얼티밋프리스비
- 볼링

## 라켓 스포츠
- 라켓볼
- 리얼 테니스
- 배드민턴
- 스쿼시
- 정구
- 탁구
- 테니스

## 수상 스포츠
- 수영
- 다이빙
- 수구

## 기계체조
- 링
- 철봉
- 도마
- 평균대
- 마루운동

## 역도
- 역도

## 격기
- 태권도
- 택견
- 쿵푸
- 씨름
- 가라데
- 유도
- 복싱
- 킥복싱
- 레슬링
- 팔씨름
- 주짓수
- 펜싱
- 합기도

## 양궁
- 양궁

## 승마
- 승마

## 스케이팅
- 스피드 스케이팅
- 피겨 스케이팅
- 쇼트트랙

## 하키
- 아이스하키
- 필드하키

## 스키
- 알파인 스키
- 노르딕 스키
- 프리스타일 스키

## 싸이클 (자전거)
- 싸이클

## 기타
- 검도

## 같이 보기
- 올림픽 종목